# 27. pehotna divizija (Avstro-Ogrska)
27. pehotna divizija (izvirno nemško 27. Infanterie-Division oz. nemško 26. Infanterietruppendivision) je bila pehotna divizija avstro-ogrske kopenske vojske, ki je bila aktivna med prvo svetovno vojno.

## Organizacija
Maj 1941
- 53. pehotna brigada
- 54. pehotna brigada
- 16. poljskotopniški polk
- 6. poljskohavbični polk
- 6. težkohavbični divizion

## Poveljstvo
Poveljniki (Kommandanten)
- Friedrich Gerstenberger von Reichsegg und Gerstberg: avgust - september 1914
- Ferdinand Kosak: september 1914 - avgust 1917
- Hermann Sallagar: avgust 1917 - november 1918